# Virgínia Quaresma

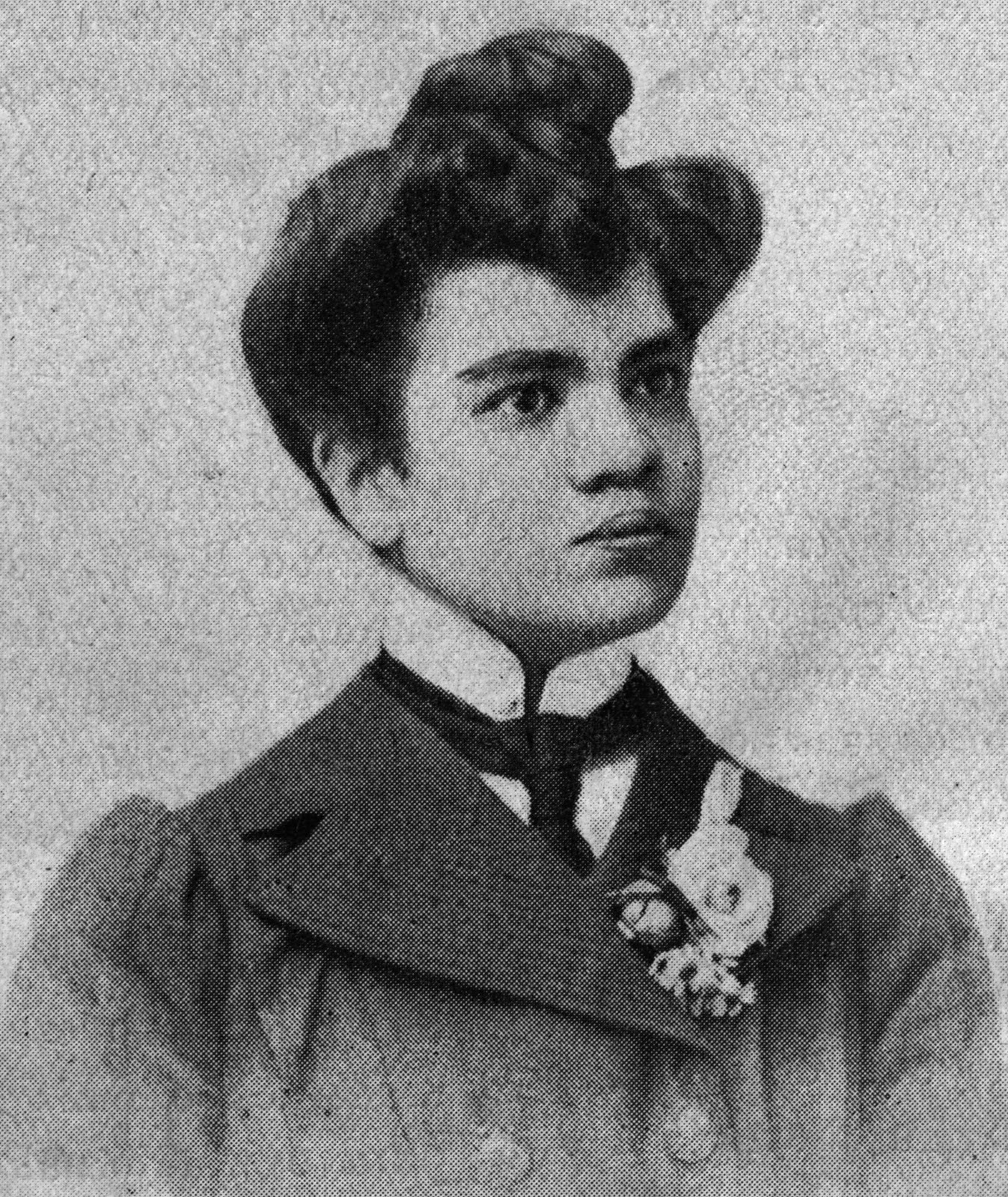
Virgínia Quaresma (1909)

Virgínia Sofia da Guerra Quaresma  (28. Dezember 1882 in Largo de São Domingos, Salvador, Elvas; † 26. Oktober 1973 in Lissabon) war eine portugiesische Journalistin. Sie war zusammen mit Berta Gomes de Almeida eine der ersten Frauen, die in Portugal einen Abschluss in Literaturwissenschaften erwarben und die erste weibliche Reporterin in Portugal und war für Reportagen und Interviews bekannt. Quaresma war für ihr Engagement zu verschiedenen sozialen und politischen Themen bekannt, auch weil sie zu ihrer Zeit eines der wenigen bekannten Gesichter für schwarzen Feminismus und lesbische Frauen zu Beginn des 20. Jahrhunderts war.

## Leben
Quaresma wurde am 28. Dezember 1882 als jüngstes der drei Kinder von Júlio César Ferreira Quaresma, einem Kavallerieoffizier der portugiesischen Armee, der später den Rang eines Generals erlangte und Militärkommandant der Azoren wurde, und Ana de Conceição Guerra, einer Hausangestellten und Nachfahrin afrikanischer Sklaven geboren.
Wie ihre älteren Brüder Eduardo und Carlos Alberto, beide Militärs mit starker republikanischer Überzeugung, übernahm Quaresma schon früh die gleichen republikanischen Ideale. Sie nahm an zahlreichen republikanischen Propagandaveranstaltungen in verschiedenen Schulen teil und bekannte sich  in einer stark konservativen und religiösen Gesellschaft noch vor dem Ende der Monarchie 1908 öffentlich zu ihrer Homosexualität.
Gleichermaßen beschloss sie im Alter von 18 Jahren zunächst eine Ausbildung zur Grundschullehrerin an der Escola Normal Primária de Lisboa zu machen und später einen höheren Studiengang für Literatur an der Fakultät für Literatur der Universität Lissabon zu absolvieren, wo sie als eine der ersten Frauen des Landes einen Abschluss erwarb. Anschließend schug sie eine journalistische Laufbahn ein. Sie war die erste Frau in diesem Beruf in Portugal. Sie wurde schnell zu einer der bekanntesten Namen und treibenden Kräfte nicht nur der ersten Welle der portugiesischen Frauenbewegung, sondern auch des schwarzen Feminismus in Portugal und Brasilien.
Quaresmas Karriere begann in der Frauenpresse, als sie 1906 als Mitarbeiterin des Jornal da Mulher der Zeitung O Mundo begann. Sie veröffentlichte kontroverse Artikel zu feministischen Themen, darunter zum Wahlrecht, zum Scheidungsrechts, zur finanziellen Unabhängigkeit für verheiratete Frauen, zum Recht auf Vormundschaft für Kinder, zum gleichen Lohn für Frauen und den Zugang zu denselben Berufen wie Männer. Sie schrieb auch zu allgemeinen Themen Artikel, in denen sie Fälle von sozialer Ungleichheit, Rassismus, Frauenmord, Gewalt gegen Frauen, Misshandlung von Minderjährigen, Alkoholismus und Zuhälterei in der portugiesischen Gesellschaft anprangerte.
Ein Jahr später, 1907, wurde sie zur Chefredakteurin und Sekretärin der Redaktion der Zeitschrift Alma Feminina (1907–1908) ernannt, die sich unter der Leitung von Albertina Paraíso speziell an Frauen richtete und später zum wichtigsten Informationsorgan der Frauenorganisation Conselho Nacional das Mulheres Portuguesas wurde. In jenem Jahr schrieb sie auch für die Zeitung Vanguarda und löste eine Kontroverse aus, als sie schrieb, der Feminismus müsse sich an die portugiesische Realität anpassen und „lächerliche Übertreibungen, voreilige Ideen, ebenso heftige wie nutzlose Auseinandersetzungen“ beiseitelassen, was viele als Angriff auf die militanten Aktionen von Maria Veleda von der radikaleren Liga Republicana das Mulheres Portuguesas verstanden.
In den ersten Jahren der Ersten Republik, erweiterte Quaresma ihre Arbeiten auf überregionale, in Lissabon erscheinende Tageszeitungen, wie O Século (1880–1977), wo sie bis zur Leiterin der Abteilung für „allgemeine Informationen und Sonderberichte“ aufstieg, und A Capital (1910–1938), wo sie sich in der Berichterstattung über politische Ereignisse hervortat. Neben ihrer Tätigkeit als Journalistin arbeitete sie als Gymnasiallehrerin an der Real Casa Pia.
Quaresma war im Laufe der Jahre Mitglied zahlreicher Frauenorganisationen. Sie war Mitglied der Secção Feminista der Liga Portuguesa da Paz, zusammen mit Adelaide Cabete, Carolina Beatriz Ângelo, Branca de Gonta Colaço oder Albertina Paraíso  und gehörte dem portugiesischen Komitee der Organisation La Paix et le Désarmement par les Femmes, die von Sylvie Pétiaux Dezember 1906 gegründet worden wurde. 1910 wurde sie Aktivistin der Liga Republicana das Mulheres Portuguesas, einer politischen und feministischen Organisation und Vereinigung, die von Ana de Castro Osório und António José de Almeida mit Unterstützung des Partido Republicano Português gegründet wurde, wo sie jedoch nie eine Führungsposition innehatte. Sie spielte jedoch eine wichtige Rolle in der Kampagne für die Verabschiedung des Scheidungsgesetzes und nahm an der symbolträchtigen Generalversammlung der Vereinigung am 26. Oktober 1910 teil. Im selben Jahr war sie Rednerin auf einer Tagung zu Ehren der französischen Ärztin und Feministin Madeleine Pelletier, die am 11. Dezember in Lissabon stattfand, und hielt eine substanzielle Rede über den Feminismus, die mit der Feststellung schloss, dass „die feministische Propaganda in der Tat jetzt beginnen und beharrlich fortgesetzt werden sollte, ungeachtet der Hindernisse, die auf dem Weg dorthin auftreten“. Ein Jahr später, am 3. November 1911, sprach sie auf der von der Grupo das Treze organisierten feierlichen Sitzung zum Gedenken an die erste wahlberechtigte Frau in Portugal, die Ärztin und Frauenrechtlerin Carolina Beatriz Ângelo.
1912 verließ sie Paris in Begleitung der Schriftstellerin, Journalistin und ihrer Lebensgefährtin Maria da Cunha und ging nach Rio de Janeiro, Brasilien. Im Dezember desselben Jahres begann Quaresma, über den Mord an Anita Levy durch ihren Ehemann, den bekannten Dichter João Barreto, zu berichten. Sie schilderte nicht nur über die Einzelheiten des Verbrechens, indem sie die polizeilichen Ermittlungen und den Prozess verfolgte, sondern sie formulierte die Geschichte auch aus feministischer Sicht, indem sie die Gewalt, Barretos Alkoholismus und Eifersucht sowie den fehlenden gesetzlichen Schutz von Frauen vor Gewalt thematisierte. Auch dank des Drucks der Presse wurde Barreto im Juni 1913 vor Gericht gestellt, verurteilt und zu 21 Jahren Haft verurteilt, obwohl er in zwei Wiederaufnahmeverfahren freigesprochen wurde. Kurz nach dem ersten Freispruch im März 1915 kehrte Quaresma nach Portugal zurück, wo sie sich wieder A Capital anschloss.
Während des Ersten Weltkriegs organisierte sie mehrere Wohltätigkeitsveranstaltungen, um Opfern, Kriegswaisen, verwundeten Soldaten und deren Familien zu helfen, und schloss sich der von der Präsidentengattin Elzira Dantas Machado gegründeten Cruzada das Mulheres Portuguesas, einer karitativen Bewegung, die Soldaten und ihre Familien unterstützte.
Am 10. Januar 1917 starb Maria da Cunha. Virgínia Quaresma beschloss daraufhin, nach Lissabon zurückzukehren, wo sie sich im Hotel Palace niederließ und weiterhin schrieb und mit verschiedenen Zeitschriften und Magazinen zusammenarbeitete. Quaresma gehörte 1918 zu den Gründern einer der ersten Zeitungen des Landes, Atlântida, die bezahlte Artikel zu Werbungszwecken erstellt. Atlântida wurde zwei Monate später in Escriptorio de Publicidade Latino-Americano und schließlich ein Jahr später in Latino-Americana umbenannt.
In den 1930er Jahren, schon zur Zeit des Estado Novo, begann Quaresma eine Beziehung mit Maria Torres, der Witwe des Militärs und Luftfahrtpioniers Óscar Monteiro Torres. Obwohl sie wegen ihrer Homosexualität ständig im Visier der Geheimpolizei war, gelang es ihr dank ihres grenzüberschreitenden Einflusses mehreren Berufskollegen wie Maria Lamas, die keine Arbeit fanden, über die Agentur zu helfen, indem sie ihnen Stellen anbot. Kurz darauf, nachdem sie verschiedene kulturelle und diplomatische Austauschinitiativen zwischen Brasilien und Portugal organisiert hatte, und angesichts der zunehmenden Verfolgung und des Risikos, von der neu gegründeten PIDE verhaftet zu werden, zog Virgínia erneut nach Rio de Janeiro, wo sie mit ihrer neuen Partnerin Valat Silva Passo, der Witwe ihres Kollegen und Journalisten Francisco da Silva Passos, zusammenlebte.
Nach dem Tod ihrer Partnerin kehrte Quaresma Ende der 1960er Jahre nach Portugal zurück, wo sie weiterhin Artikel schrieb und verschiedenen Zeitungen und Zeitschriften nicht nur in Portugal und Brasilien, sondern auch in Spanien, Frankreich und den Vereinigten Staaten Interviews gab, in denen sie über die Bedeutung des Feminismus, den Kampf um gleiche Bezahlung und viele andere Auseinandersetzungen für die Rechte der Frauen in der Mitte des 20. Jahrhunderts berichtete.
Virgínia Quaresma starb 1973 im Alter von 90 Jahren an einer Hirnthrombose. Sie ist auf dem Cemitério de Benfica in Lissabon begraben.

## Auszeichnungen
Nach dem Ersten Weltkrieg wurde sie aufgrund ihrer Verdienste um die Unterstützung von Waisen und Kriegswitwen am 28. Juni 1919 in den Rang eines Offiziers des Orden des heiligen Jakob vom Schwert aufgenommen.
In mehreren Städten, darunter Belém (Bundesstaat Pará), Lissabon, Setúbal und Almada, sind Straßen nach ihr benannt.
Im Vorfeld des 100. Jahrestages des Beginns der ersten Republik 2010 gab die CTT Correios de Portugal eine Briefmarkenserie zu Frauen der Republik heraus, um die Frauenrechtsaktivistinnen aus den Anfängen der Republik zu würdigen. Virgínia Quaresma ist eine Marke zu 1,15 EUR gewidmet.
Im Jahr 2020 rief die Universität Aveiro mit Unterstützung des Rede Internacional em Estudos Culturais und des Rede Nacional em Estudos Culturais den Prémio Internacional em Estudos Culturais Virgínia Quaresma ins Leben, der alle zwei Jahre verliehen wird.